# 水着撮影会中止騒動

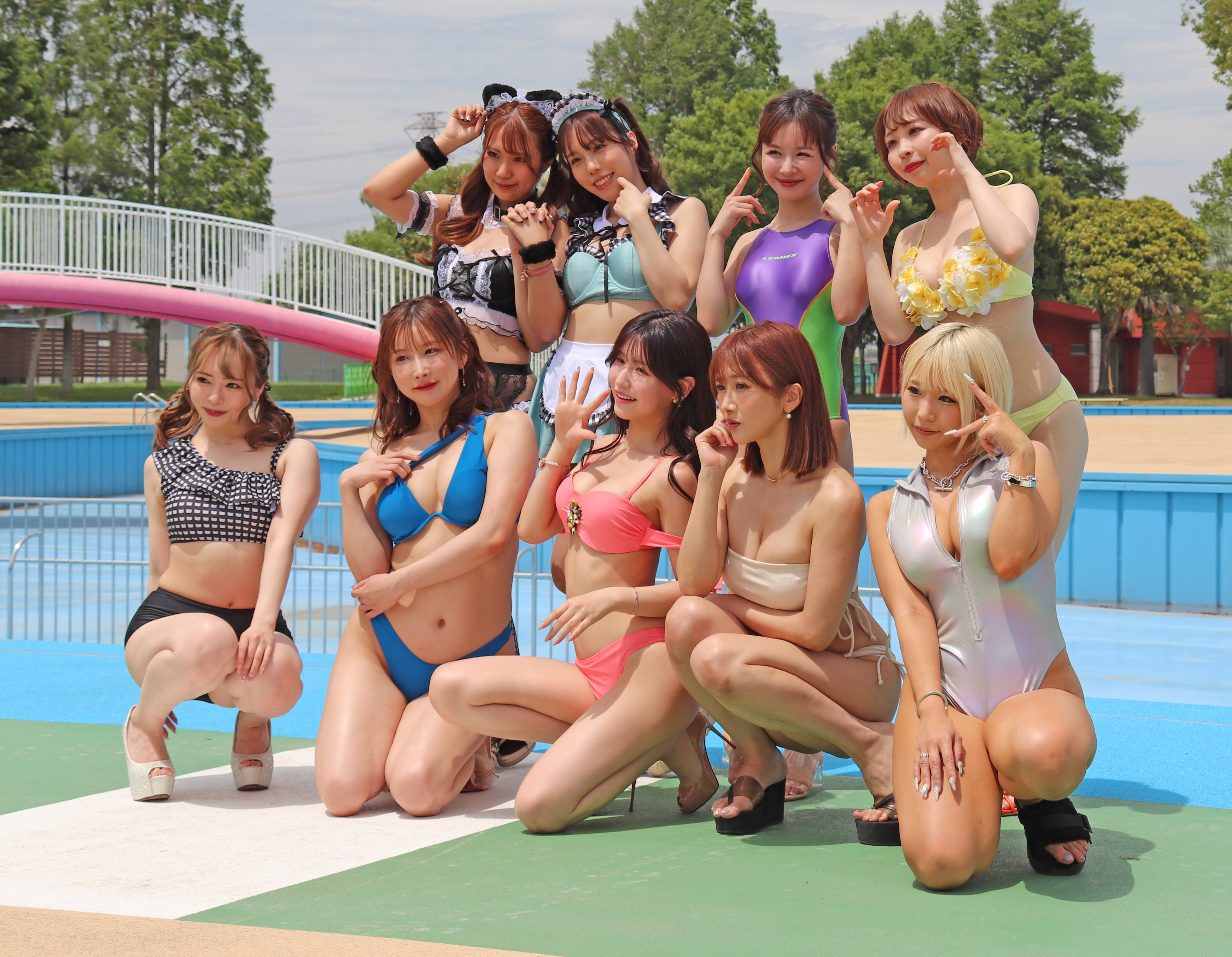
中止騒動前にしらこばと水上公園で開催された撮影会の様子。2023年5月「フレッシュフェス2023」。

水着撮影会中止騒動（みずぎさつえいかいちゅうしそうどう）は2023年（令和5年）6月に埼玉県の県営プールで、複数回開催される予定だった水着撮影会が急遽中止となった問題。

## 経緯

### 背景
埼玉県にあるしらこばと水上公園と川越水上公園、加須はなさき水上公園は人気グラビアアイドルやコスプレイヤーが多数参加する大規模な水着撮影会の会場として頻繁に使われていた。これらはいずれも埼玉県営の公営プールであるが、遊泳シーズン以外の施設の有効活用のため、県外の企業・団体にも多く貸し出されており、県営プールでの撮影会は2018年（平成30年）からの5年で約120回に上っている。これだけ、埼玉県営のプールが水着撮影会の会場として使用されるのは、他の自治体や私設のプールに比べて埼玉県の基準が緩いためで、業界で重宝されてきた。
6月に予定されていた6つの水着撮影会は越谷市のしらこばと水上公園と川越市の川越水上公園で予定されていたイベントで、プールサイドでモデルやグラビアアイドルが水着姿でポーズをとり、有料（1万円〜3万円程度）で参加した撮影者がカメラを向けるという内容であった。また、この出演者の中には中学生モデルなど未成年も含まれており、一部で問題視されていた。

### 中止要請
この水着撮影会の現状に対し、以下のような複数の批判が寄せられた。
- 2023年5月末に、しらこばと水上公園で同年4月に開催された撮影会での未成年アイドルや成人アイドルなどの過激な内容に関する情報が埼玉県公園緑地協会に寄せられた[3]。
- 同年6月9日、日本共産党埼玉県議会議員団がホームページ上で、撮影会について「明らかに『性の商品化』を目的とした興業」であり、都市公園法第1条の「都市公園の設置及び管理に関する基準等を定めて、都市公園の健全な発達を図り、もつて公共の福祉の増進に資することを目的とする」にふさわしくないことを理由に、会場の貸し出しを中止などを求めたと発表した[6]。

こうした意見を受け、6月8日に埼玉県公園緑地協会は、4月の主催団体を含めた6団体に6月の水着撮影会開催中止を要請した。大野元裕知事は埼玉県、公園緑地協会が特定の政治団体等の意見に左右された事実はないとしている。
ただし、4日後の6月12日には「明らかな違反が確認できない団体があった」上、手続き上の問題があったため6団体のうち4団体への中止要請を撤回した。また、中止要請について、しらこばと水上公園には過激な水着やポーズを禁じる貸し出し許可条件があるものの、川越水上公園にはこのような規則がなく、中止要請する根拠がないため、大野元裕知事も「適切ではなかった」と述べた。県公園緑地協会も6月14日までに、4団体に撤回を伝えて謝罪した。
日程上、予定通り開催が可能なのは1団体のみとなったが、その1団体も一度中止発表をした観点からそのまま中止となった。
| 撮影会名                                                   | 会場               | 開催予定日    | 県の判断 | 開催の有無 |
| ---------------------------------------------------------- | ------------------ | ------------- | -------- | ---------- |
| ミスヤングアニマルオーディションセミファイナルプール撮影会 | しらこばと水上公園 | 6月10日       | 撤回     | 中止       |
| Gスタ SWIM FETISH                                          | しらこばと水上公園 | 6月17日       | 中止     | 中止       |
| 近代麻雀水着祭                                             | しらこばと水上公園 | 6月24日〜25日 | 中止     | 中止       |
| フレッシュプール撮影会                                     | 川越水上公園       | 6月10日       | 撤回     | 中止       |
| はなまる大プール撮影会                                     | 川越水上公園       | 6月11日       | 撤回     | 中止       |
| 東京写真連盟 水着モデル撮影会                              | 川越水上公園       | 6月18日       | 撤回     | 中止       |

また、同じ県営で施設管理者も同じであるのに貸出許可条件が異なるのは、読売新聞の取材に対し、同協会担当者は「特に理由はない」としており、6月12日の記者会見で大野知事は「ルールがあいまいな形では開催できないので、すべての会場に共通ルールを設けてほしい」と話している。また、6月9日のJ-CASTの取材に対し、協会は県営公園での水着撮影会は一律で禁じる方針であるとした。
2023年7月19日、埼玉県公園緑地協会が管理している3か所の県営水上公園プールでの水着撮影会暫定ルールを発表。マイクロビキニ、および同等の露出となる水着の禁止、水着をずらそうとする、過度に足を広げる、水着を着てないように見せるポーズの禁止が明文化、イラストでも指示された。これらは2023年9月および10月に開催予定の撮影会に適用され、翌年以降は専門家の声を取り入れ新たに定められるルールが適用される。ライター・徳重龍徳の取材によると、2023年4月からのしらこばとでの基準を踏襲したものであるという。規定されていなかった18歳未満のモデルについては「児童ポルノ禁止法、労働基準法、埼玉県青少年健全育成条例など法令・条例に抵触する行為は禁止」と新たに記述された。

## 余波

### 同年
中止を余儀なくされた「フレッシュ撮影会」は、「グラビアを生業とする者、それに関わる全ての者の尊厳や生計に関わる重大な問題。不当な理由で中止に追い込まれたことに深い憤りと懸念を抱いています」とし、抗議・撤回を求める署名運動を行った。また、同「フレッシュ撮影会」の運営会社は損害はキャンセル費を含め800万円〜1000万円に上る見込みであるとしている。参加者も、遠方から訪れる者も多く、突然の中止に影響を受けた。
同年6月18日に、思想家のあおちゃんぺが、職業差別撲滅、職業選択の自由を建前に、東京都内でグラビアアイドルやセクシー女優らとともにデモ行進を行った。大田区議会議員の荻野稔も賛意を示した。行進後に1万円払うことで水着姿を撮影することができるという「アフターパーティー」も用意され、3日間で738万円のカンパが集まった。パレード主催者の一人であるRINKOは、参加希望のグラビアアイドルも多数いたが「政治的なことに巻き込まれるなと事務所から言われてしまった方が多く」結果的に女性被写体の参加者が少なかったと述べている。要友紀子も、RINKOと同様の主張をしている。
6月12日、弁護士JPでは弁護士の杉山大介が、「『同意の不完全さ』や『搾取的な側面』、得てして『性的な要素に走りがちな客層の問題』などは、むしろ意識を共有するところ」だが「一度認めたものを、直ちに中止させなければならない緊急性があったか」と指摘した。
6月15日に朝日新聞は弁護士で甲南大学の園田寿名誉教授（刑法）の「過剰規制と言わざるを得ない、表現が恣意的に規制される危険がある」という見解を掲載した。6月17日には藤田直哉が同紙の連載で、「芸能や性産業の問題、見過ごしていないか」という題で問題に言及し、6月27日には志田陽子の、公共施設側から見れば「社会情勢を踏まえて管理者がルールを決めることは適正」、中止で不利益を被ったグラドルなど当事者に対しては「撮影のルールがないのに「後出しで一方的に中止を求めた」ことは問題」という見解を載せた。
2023年7月19日に公園緑地協会から発表された水着撮影会暫定ルールに基づき、同年9月9日、加須はなさき水上公園で開催された「SPA!フェス2023 プール撮影会」（運営：フレッシュ撮影会）で県内のプール撮影会が再開された。3か所の県営プールでもそれぞれ撮影会が再開された。ルール徹底のため公園緑地協会職員が巡回し、主催者も出演モデルに注意喚起を行った。
週刊金曜日2023年8月25日号の、「メディアウォッチ」で、弁護士の太田啓子が、東京新聞や石川優実の意見、6月24日の日刊SPAの記事、前述の朝日新聞の園田と志田の見解に触れながら、自身の意見を書いた。

### 翌年以降
2024年3月5日に県公園緑地協会が新たな開催許可条件を定め、ホームページで公開した。前年の暫定ルールに続き18歳未満のモデル出演を禁止し、新たに未成年撮影者の参加禁止を明示した。水着やポーズの規定（手引書）は13ページにのぼった。グラビアアイドルの咲村良子はこうしたルールに対し、手引書は「着た時の見え方」に注目しているためグラビアアイドルの多様な体形を考慮しておらず、例えば同じサイズのものを着ても胸が大きいと小さく見えてしまう問題があるなどと指摘した。
2024年8月に、埼玉県鴻巣市の廃校となった小学校で、同じくアイドル撮影会（水着でなく、制服・浴衣）が開かれた。住民と複数の市議、市民団体関係者から「（子供たちの学び舎で性的イベントは）市民感情として受け入れられない」と貸し出し中止を求めたが、市が「断る内容のイベントとは言えない」と回答した。　　